# Засмяно
Засмя́но (болг. Засмяно) — село у Варненській області Болгарії. Входить до складу общини Аксаково.

## Населення
За даними перепису населення 2011 року у селі проживали 144 особи.
Національний склад населення села:
| Національність   | Кількість осіб | Відсоток |
| ---------------- | -------------- | -------- |
| болгари          | 76             | 52,8%    |
| цигани           | 40             | 27,8%    |
| турки            | 28             | 19,4%    |
| інша             | 0              | 0%       |
| не визначились   | 0              | 0%       |
| Всього відповіли | 144            |          |

Розподіл населення за віком у 2011 році:
Динаміка населення: